# Nibong (Mutiara Timur)
Nibong is een bestuurslaag in het regentschap Pidie van de provincie Atjeh, Indonesië. Nibong telt 358 inwoners (volkstelling 2010).